# Picrometopus bicolor
Picrometopus bicolor är en tvåvingeart som beskrevs av Frey 1930. Picrometopus bicolor ingår i släktet Picrometopus och familjen bredmunsflugor. Inga underarter finns listade i Catalogue of Life.